# 383 (číslo)
Tři sta osmdesát tři je přirozené číslo, které následuje po čísle tři sta osmdesát dva a předchází číslu tři sta osmdesát čtyři. Římskými číslicemi se zapisuje CCCLXXXIII a řeckými číslicemi τπγ.

## Matematika
383 je:
- Bezpečné prvočíslo
- Palindromické prvočíslo
- Šťastné číslo

## Astronomie
- (383) Janina je planetka hlavního pásu, kterou objevil v roce 1894 Auguste Charlois

## Doprava
- Silnice II/383 je česká silnice II. třídy vedoucí na trase Bílovice nad Svitavou – peáž s  Ochoz u Brna – Pozořice – [1]

## Ostatní
- +383 je mezinárodní telefonní předvolba Kosova

## Roky
- 383
- 383 př. n. l.